# Eugenio Sainz Romillo
Eugenio Sainz y Romillo (Madrid, 1860 - Madrid, 1931c.), abogado y profesor mercantil, fue un acomodado propietario e industrial de la corte de Madrid, docente y presidente del Centro de Instrucción Comercial de Madrid.

## Familia de sus padres
Eugenio Sainz Romillo nació en Madrid en el 1860. Era hijo del catédratico Teodoro Sainz Rueda (1835-1897) y de Francisca Romillo Arena (1834-1881).
Tenía una hermana, Francisca (1873-1886) fallecida a los doce años de edad, y un hermano Teodoro Sainz Romillo (1872-1924).
Su madre Francisca Romillo Arena era hija de José Damaso Romillo Ortiz (1800c.-1872) y de Gregoria María de la Arena. Francisca Romillo Arena tenía dos hermanos Eugenio Romillo Arena (1828-1902), José María Romillo Arena (1826-1865) sin descendencia y dos hermanas Teresa Romillo Arena, fallecida en 1874 y esposa de Emeterio Romillo Cano, y Mária Romillo Arena sin descendencia. 

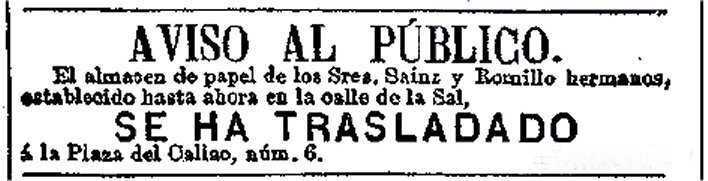
anuncio en El Liberal del 31.8.1879

Francisca Romillo Arena heredó la papelería denominada Casa de comercio Sainz Romillo en el 1872.

## Herencia

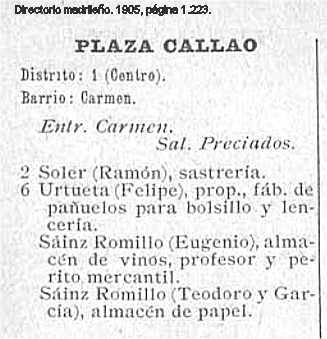

A la muerte de su padre, Eugenio heredó junto a su hermano menor Teodoro, la Casa de comercio Sainz Romillo, almacén de papel, en Madrid plaza del Callao, 6, herencia de su madre Francisca Romillo Arena, hija de Damaso Romillo Ortiz, industrial burgalés de Vallejo de Mena trasladado en Madrid.
Por parte de su padre, Eugenio y su hermano Teodoro, heredaron fincas en Velilla de San Antonio, donde hay una calle titulada a los Sainz Romillo así como en Arganda del Rey, un chalet de veraneo en Baranda de Montija, un palacio en la calle Don Evaristo San Miguel, número 8 en Madrid. En 1907 tuvo un pleito con Modesto Largo Álvarez sobre un desahucio, probablemente para la tienda en Puerta del Sol, 12.
Después otorgó su parte de la papelería a su hermano Teodoro y reservó por sí mismo el comercio de los vinos de las fincas de Velilla de San Antonio en los almacenes de plaza del Callao, 6, y de calle San Jacinto, 6 en Madrid.

## Biografía
En su juventud perteneció al partido republicano siguiendo los pasos de su padre amigo y partidario de Nicolás Salmeron. En la última década del siglo XIX fue vocal de la Juventud republicana y promotor del Círculo republicano de Madrid. 
Era socio del Círculo de la Unión Mercantil e Industrial de Madrid desde 1885, con el número 131 en 1° de enero que defendía contra las inexactitudes y los agravios de la Prensa conservadora. En el 1893 fuè elegido sindico del gremio de la clase 4a por papel de todas clases al por mayor junto a Sebastían Maltrana.
Desde el 1900 hasta el 1911 fue presidente del Centro de Instrucción Comercial de Madrid y en el 1908 publicó una monografía de 36 páginas sobre el Centro de Instrucción Comercial de Madrid.
Era un convencido autor de la renovación de la enseñanza con especialidad en la educación de la mujer y en la supresión de los exámenes según la Memoria leída por Rafael Delorme en la sesión de la Juventud republican{a celebrada el 18 de marzo de 1890.
En 1902 fue fundada la Sociedad mutua de Seguros contra incendios constituida por comerciantes a propuesta de él.    
En junio del 1907 junto a otros socios establece la Compañía general de Envases y Transportes, con capital social de 1.000.000 de pesetas repartido en 20.000 acciones de 50 pesetas cada una. 
En el mismo año 1907 debió defender la honradez del apellido suyo y de su hermano Teodoro Sainz Romillo escribiendo letras al director de El Heraldo de Madrid  y de El País 
advertiendolos de nunca asociar en la prensa sus iniciales S.R., únicos en Madrid, al sangriento suceso de la calle de Tudescos de la que fue víctima el 13 de junio de 1907, Vicenta Verdier, el amante oficial de su primo José María Romillo Romillo, hijo de Teresa Romillo, hermana de su madre Francisca Romillo Arena.
Era miembro influyente de la junta madrileña del partido de Unión Nacional. 
Por sus méritos fuè solicitada la cruz de la Orden civil de Alfonso XII.
Debido a la prolongación de la Gran Vía la Casa de Comercio Romillo en el 1914 tuvo que trasladarse desde la plaza del Callao, 6, como también los Sainz Romillo, que tenían su habitación en la cercana calle de Jacometrezo, número 62.
Parece una coincidencia con el inicio del derrocamiento de las fortunas de Eugenio Sainz Romillo como certifican las ventas judiciales en el 1917 de sus fincas en Arganda del Rey   y la venta hipotecaria al rebajo de la Casa Jardín de Baranda de Montija en el 1919, y como también le pasa a su hermano Teodoro, hasta desbocar en la pregunta de probeza en el 1920. No acaso las últimas noticias en la prensa en el enero de 1923 son la boda de su hija María del Carmen Sainz y Gómez, entre cuyos testigos se encontraba el general Miguel Cabanellas y un robo que ha subido en el mes de mayo del mismo año de una cartera con nadamas que 25 pesetas..
Habían pasados los tiempos en que los ladrones encontraban en la cartera de Eugenio 850 pesetas y nombrava D. Benito Sepulveda guarda particular jurada por vigilar todas sus fincas en Velilla de San Antonio así como cobrava los pastos de sus tierras en Velilla de San Antonio por su administrador D. Manuel José Clemente cuya hija María casarà su sobrino "Pepe" hijo de su hermano Teodoro Sainz Romillo.

## Familia
Era casado con Bernardina Gómez Centuríon. Dal matrimonio nacieron dos hijos: María del Carmen y Eugenio Sainz Gómez Centuríon (1899-1973).

## Obras
El Centro de Instrucción Comercial de Madrid - su labor social como centro docente y su gestión económica - editada en 1908 por la tipo lit. F. Rodríguez Ojeda. 

## Fallecimiento
La fecha exacta y el lugar de su fallecimiento son desconocidos aunque se puede deducir que falleció, posiblemente en Madrid entre el 1931, por la esquela de su esposa Bernardina Gómez Centuríon fallecida viuda el 21 de julio de 1931 en Sevilla. Por otro lado en fecha 26.8.1931 hay un recurso de alzada interpuesto por D. Eugenio Sainz Romillo en nombre y representación de la Sociedad Cooperativa de Crédito “Banco Matritense”.

## Ancestros
|  |                                                                                    |  |  |  |  |  |  |  |  |  |  |  |  |  |  |  |
|  | 16. Tomas Isidoro Sainz y Ezquerra (n.1728 Bercedo de Montija)                     |  |  |  |  |  |  |  |  |  |  |  |  |  |  |  |
|  |                                                                                    |  |  |  |  |  |  |  |  |  |  |  |  |  |  |  |
|  |                                                                                    |  |  |  |  |  |  |  |  |  |  |  |  |  |  |  |
|  | 8. Guillermo Sainz y López-Terrones (n.1768 Villalazara)                           |  |  |  |  |  |  |  |  |  |  |  |  |  |  |  |
|  |                                                                                    |  |  |  |  |  |  |  |  |  |  |  |  |  |  |  |
|  |                                                                                    |  |  |  |  |  |  |  |  |  |  |  |  |  |  |  |
|  | 17. Manuela López-Terrones y Baranda (n.1730 Bercedo de Montija)                   |  |  |  |  |  |  |  |  |  |  |  |  |  |  |  |
|  |                                                                                    |  |  |  |  |  |  |  |  |  |  |  |  |  |  |  |
|  |                                                                                    |  |  |  |  |  |  |  |  |  |  |  |  |  |  |  |
|  | 4. Francisco Manuel Sainz y Vivanco (n.1803 Briviesca                              |  |  |  |  |  |  |  |  |  |  |  |  |  |  |  |
|  |                                                                                    |  |  |  |  |  |  |  |  |  |  |  |  |  |  |  |
|  |                                                                                    |  |  |  |  |  |  |  |  |  |  |  |  |  |  |  |
|  | 18. Clemente Vivanco y Ruiz                                                        |  |  |  |  |  |  |  |  |  |  |  |  |  |  |  |
|  |                                                                                    |  |  |  |  |  |  |  |  |  |  |  |  |  |  |  |
|  |                                                                                    |  |  |  |  |  |  |  |  |  |  |  |  |  |  |  |
|  | 9. Severa Josefa Vivanco y Marañon (n.1773 Villalazara)                            |  |  |  |  |  |  |  |  |  |  |  |  |  |  |  |
|  |                                                                                    |  |  |  |  |  |  |  |  |  |  |  |  |  |  |  |
|  |                                                                                    |  |  |  |  |  |  |  |  |  |  |  |  |  |  |  |
|  | 19. Josefa Eugenia Marañon y Alonso (n.1745 Baranda de Montija)                    |  |  |  |  |  |  |  |  |  |  |  |  |  |  |  |
|  |                                                                                    |  |  |  |  |  |  |  |  |  |  |  |  |  |  |  |
|  |                                                                                    |  |  |  |  |  |  |  |  |  |  |  |  |  |  |  |
|  | 2. Teodoro Sainz y Rueda (n.8.11.1835 Briviesca-m. 28.3.1897 Madrid)               |  |  |  |  |  |  |  |  |  |  |  |  |  |  |  |
|  |                                                                                    |  |  |  |  |  |  |  |  |  |  |  |  |  |  |  |
|  |                                                                                    |  |  |  |  |  |  |  |  |  |  |  |  |  |  |  |
|  | 20.                                                                                |  |  |  |  |  |  |  |  |  |  |  |  |  |  |  |
|  |                                                                                    |  |  |  |  |  |  |  |  |  |  |  |  |  |  |  |
|  |                                                                                    |  |  |  |  |  |  |  |  |  |  |  |  |  |  |  |
|  | 10. Ambrosio de Rueda (n.1780 en Gayangos de Montija)                              |  |  |  |  |  |  |  |  |  |  |  |  |  |  |  |
|  |                                                                                    |  |  |  |  |  |  |  |  |  |  |  |  |  |  |  |
|  |                                                                                    |  |  |  |  |  |  |  |  |  |  |  |  |  |  |  |
|  | 21.                                                                                |  |  |  |  |  |  |  |  |  |  |  |  |  |  |  |
|  |                                                                                    |  |  |  |  |  |  |  |  |  |  |  |  |  |  |  |
|  |                                                                                    |  |  |  |  |  |  |  |  |  |  |  |  |  |  |  |
|  | 5. Francisca Paula de Rueda y Ondovilla (n.1806 Briviesca)                         |  |  |  |  |  |  |  |  |  |  |  |  |  |  |  |
|  |                                                                                    |  |  |  |  |  |  |  |  |  |  |  |  |  |  |  |
|  |                                                                                    |  |  |  |  |  |  |  |  |  |  |  |  |  |  |  |
|  | 22. (?) Manuel Saturnino de Ondovilla                                              |  |  |  |  |  |  |  |  |  |  |  |  |  |  |  |
|  |                                                                                    |  |  |  |  |  |  |  |  |  |  |  |  |  |  |  |
|  |                                                                                    |  |  |  |  |  |  |  |  |  |  |  |  |  |  |  |
|  | 11. María de Ondovilla                                                             |  |  |  |  |  |  |  |  |  |  |  |  |  |  |  |
|  |                                                                                    |  |  |  |  |  |  |  |  |  |  |  |  |  |  |  |
|  |                                                                                    |  |  |  |  |  |  |  |  |  |  |  |  |  |  |  |
|  | 23. (?) María Victoria Vivanco                                                     |  |  |  |  |  |  |  |  |  |  |  |  |  |  |  |
|  |                                                                                    |  |  |  |  |  |  |  |  |  |  |  |  |  |  |  |
|  |                                                                                    |  |  |  |  |  |  |  |  |  |  |  |  |  |  |  |
|  | 1. Eugenio Sainz y Romillo (n.1860 Madrid-m.1931c. Madrid))                        |  |  |  |  |  |  |  |  |  |  |  |  |  |  |  |
|  |                                                                                    |  |  |  |  |  |  |  |  |  |  |  |  |  |  |  |
|  |                                                                                    |  |  |  |  |  |  |  |  |  |  |  |  |  |  |  |
|  | 24. ......................                                                         |  |  |  |  |  |  |  |  |  |  |  |  |  |  |  |
|  |                                                                                    |  |  |  |  |  |  |  |  |  |  |  |  |  |  |  |
|  |                                                                                    |  |  |  |  |  |  |  |  |  |  |  |  |  |  |  |
|  | 12. Manuel Romillo                                                                 |  |  |  |  |  |  |  |  |  |  |  |  |  |  |  |
|  |                                                                                    |  |  |  |  |  |  |  |  |  |  |  |  |  |  |  |
|  |                                                                                    |  |  |  |  |  |  |  |  |  |  |  |  |  |  |  |
|  | 25. ......................                                                         |  |  |  |  |  |  |  |  |  |  |  |  |  |  |  |
|  |                                                                                    |  |  |  |  |  |  |  |  |  |  |  |  |  |  |  |
|  |                                                                                    |  |  |  |  |  |  |  |  |  |  |  |  |  |  |  |
|  | 6. José Damaso Romillo Ortiz (n.1872 Vallejo de Mena, Burgos- m.28.10.1872 Madrid) |  |  |  |  |  |  |  |  |  |  |  |  |  |  |  |
|  |                                                                                    |  |  |  |  |  |  |  |  |  |  |  |  |  |  |  |
|  |                                                                                    |  |  |  |  |  |  |  |  |  |  |  |  |  |  |  |
|  | 26. ......................                                                         |  |  |  |  |  |  |  |  |  |  |  |  |  |  |  |
|  |                                                                                    |  |  |  |  |  |  |  |  |  |  |  |  |  |  |  |
|  |                                                                                    |  |  |  |  |  |  |  |  |  |  |  |  |  |  |  |
|  | 13. Josefa Ortiz                                                                   |  |  |  |  |  |  |  |  |  |  |  |  |  |  |  |
|  |                                                                                    |  |  |  |  |  |  |  |  |  |  |  |  |  |  |  |
|  |                                                                                    |  |  |  |  |  |  |  |  |  |  |  |  |  |  |  |
|  | 27. ......................                                                         |  |  |  |  |  |  |  |  |  |  |  |  |  |  |  |
|  |                                                                                    |  |  |  |  |  |  |  |  |  |  |  |  |  |  |  |
|  |                                                                                    |  |  |  |  |  |  |  |  |  |  |  |  |  |  |  |
|  | 3. Francisca Romillo y Arena (1884-1851)                                           |  |  |  |  |  |  |  |  |  |  |  |  |  |  |  |
|  |                                                                                    |  |  |  |  |  |  |  |  |  |  |  |  |  |  |  |
|  |                                                                                    |  |  |  |  |  |  |  |  |  |  |  |  |  |  |  |
|  | 28 ......................                                                          |  |  |  |  |  |  |  |  |  |  |  |  |  |  |  |
|  |                                                                                    |  |  |  |  |  |  |  |  |  |  |  |  |  |  |  |
|  |                                                                                    |  |  |  |  |  |  |  |  |  |  |  |  |  |  |  |
|  | 14.                                                                                |  |  |  |  |  |  |  |  |  |  |  |  |  |  |  |
|  |                                                                                    |  |  |  |  |  |  |  |  |  |  |  |  |  |  |  |
|  |                                                                                    |  |  |  |  |  |  |  |  |  |  |  |  |  |  |  |
|  | 29. ......................                                                         |  |  |  |  |  |  |  |  |  |  |  |  |  |  |  |
|  |                                                                                    |  |  |  |  |  |  |  |  |  |  |  |  |  |  |  |
|  |                                                                                    |  |  |  |  |  |  |  |  |  |  |  |  |  |  |  |
|  | 7. Gregoria María de la Arena                                                      |  |  |  |  |  |  |  |  |  |  |  |  |  |  |  |
|  |                                                                                    |  |  |  |  |  |  |  |  |  |  |  |  |  |  |  |
|  |                                                                                    |  |  |  |  |  |  |  |  |  |  |  |  |  |  |  |
|  | 30. ......................                                                         |  |  |  |  |  |  |  |  |  |  |  |  |  |  |  |
|  |                                                                                    |  |  |  |  |  |  |  |  |  |  |  |  |  |  |  |
|  |                                                                                    |  |  |  |  |  |  |  |  |  |  |  |  |  |  |  |
|  | 15.                                                                                |  |  |  |  |  |  |  |  |  |  |  |  |  |  |  |
|  |                                                                                    |  |  |  |  |  |  |  |  |  |  |  |  |  |  |  |
|  |                                                                                    |  |  |  |  |  |  |  |  |  |  |  |  |  |  |  |
|  | 31. ......................                                                         |  |  |  |  |  |  |  |  |  |  |  |  |  |  |  |
|  |                                                                                    |  |  |  |  |  |  |  |  |  |  |  |  |  |  |  |
|  |                                                                                    |  |  |  |  |  |  |  |  |  |  |  |  |  |  |  |